# Michael Polish
Michael Polish (El Centro, California; 30 de octubre de 1970) es un actor, productor, guionista y director de cine estadounidense conocido por trabajos como Twin Falls Idaho (1999), Northfork (2003) y El granjero astronauta (2006).

## Biografía
Michael nació en la ciudad californiana de El Centro en 1970, su padre es de ascendencia austríaca y su madre es mexicana. Tiene un hermano gemelo llamado Mark Polish, junto al que trabaja en sus proyectos como codirector, guionista y actor, siendo conocidos en el mundo del cine como los hermanos Polish.
Debutó como actor en 1996 por su papel como gemelo cenobita en la película Hellraiser: Bloodline, dirigida por Alan Smithee. Dos años más tarde se casó con Jo Strettell, una maquilladora con la que tuvo una hija llamada Jasper Polish. Se divorciaron en 2004 tras 8 años de matrimonio.
En 1999 escribió, dirigió y participó como actor en la película Twin Falls Idaho, contando con la colaboración de su hermano Mark como guionista y actor. Este fue el primer trabajo de ambos como "los hermanos Polish".
El 8 de agosto de 2012 se comprometió con la actriz estadounidense Kate Bosworth para finalmente contraer matrimonio el 31 de agosto de 2013, se separaron en 2021 y finalizaron trámites de divorcio en 2022. Kate es conocida en el cine por su papel de Jill Taylor en 21: Blackjack.

## Filmografía
| Año  | Película                          | Papel           | Función                         |
| ---- | --------------------------------- | --------------- | ------------------------------- |
| 2015 | Hot Bot (posproducción)           | -               | Director, guionista y productor |
| 2015 | Some Kind of Hate (posproducción) |                 | Actor                           |
| 2013 | Rememory                          | -               | Director                        |
| 2013 | Big Sur                           | -               | Director, guionista y productor |
| 2011 | For Lovers Only                   | -               | Director y productor            |
| 2009 | Stay Cool                         | -               | Director                        |
| 2009 | The Smell of Success              | -               | Director y guionista            |
| 2006 | El granjero astronauta            | -               | Director, guionista y productor |
| 2004 | El puente de San Luis Rey         | Esteban         | Actor                           |
| 2003 | Northfork                         | -               | Director, guionista y productor |
| 2002 | El buen ladrón                    | Bertram         | Actor                           |
| 2001 | Jackpot                           | -               | Director, guionista y productor |
| 1999 | Twin Falls Idaho                  | Francis Falls   | Director, guionista y actor.    |
| 1996 | Hellraiser IV: Bloodline          | Gemelo Cenobita | Actor                           |

## Premios y nominaciones

### Premios ALMA
| Año  | Categoría                      | Película         | Resultado |
| ---- | ------------------------------ | ---------------- | --------- |
| 2000 | Mejor Director de Largometraje | Twin Falls Idaho | Nominado  |

### Festival Internacional de Cine de Atenas
| Año  | Categoría               | Película         | Resultado |
| ---- | ----------------------- | ---------------- | --------- |
| 2003 | Premio Ciudad de Atenas | Northfork        | Ganador   |
| 1999 | Premio de la audiencia  | Twin Falls Idaho | Ganador   |

### Festival de cine estadounidense de Deauville
| Año  | Categoría                  | Película         | Resultado |
| ---- | -------------------------- | ---------------- | --------- |
| 2003 | Gran premio especial       | Northfork        | Nominado  |
| 1999 | Premio especial del jurado | Twin Falls Idaho | Ganador   |
| 1999 | Trofeo Fun Radio           | Twin Falls Idaho | Ganador   |
| 1999 | Premio CinéLive            | Twin Falls Idaho | Ganador   |
| 1999 | Gran premio especial       | Twin Falls Idaho | Nominado  |

### Premios Gotham
| Año  | Categoría      | Película         | Resultado |
| ---- | -------------- | ---------------- | --------- |
| 1999 | Mejor película | Twin Falls Idaho | Nominado  |

### Premios Independent Spirit
| Año  | Categoría                                | Película         | Resultado |
| ---- | ---------------------------------------- | ---------------- | --------- |
| 2002 | Premio John Cassavetes                   | Jackpot          | Ganador   |
| 2000 | Mejor película de más de 500.000 dólares | Twin Falls Idaho | Nominado  |

### Festival Internacional de Cine de Oldemburgo
| Año  | Categoría          | Película        | Resultado |
| ---- | ------------------ | --------------- | --------- |
| 2011 | Premio del público | For Lovers Only | Nominado  |
| 2003 | Premio del público | Northfork       | Ganador   |

### Festival Internacional de Cine de Seattle
| Año  | Categoría                      | Película | Resultado |
| ---- | ------------------------------ | -------- | --------- |
| 2001 | Premio al nuevo cine americano | Jackpot  | Ganador   |

### Festival Internacional de Cine de Estocolmo
| Año  | Categoría         | Película         | Resultado |
| ---- | ----------------- | ---------------- | --------- |
| 1999 | Caballo de bronce | Twin Falls Idaho | Nominado  |

### Festival Internacional de Cine de Tokio
| Año  | Categoría            | Película         | Resultado |
| ---- | -------------------- | ---------------- | --------- |
| 1999 | Gran Premio de Tokio | Twin Falls Idaho | Nominado  |